# Cuenta del Omer
Cuenta del Omer o Sefirat Ha'omer (en hebreo: ספירת העומר) es el nombre dado al cómputo de los 49 días o siete semanas entre Pésaj y Shavuot. La Cuenta del Omer se comienza a llevar a partir del día de primeros frutos, 7 semanas hasta Shavuot (semanas). 
La Mitzvá (precepto) de la Cuenta del Omer consiste en contar los días y las semanas que van pasando desde el día en el que se llevaba la ofrenda del Omer al Templo de Jerusalén —sacrificio que consistía en un Omer (una unidad de medida) de cebada— y hasta el día anterior a la ofrenda de harina que se llevaba al Templo durante la fiesta de Shavuot.
Simbólicamente, dado que la Cuenta del Omer liga a las festividades de Pesaj, en la que se rememora la liberación de Egipto, y Shavuot (Semanas), en la que se rememora la entrega de la Torá, la cuenta constituye el lazo que une a la celebración de la libertad física con la libertad espiritual obtenida de los Diez Mandamientos.
La cuenta comienza entonces la segunda noche de Pesaj' (16 de Nisan por la noche) para el Judaísmo Rabínico, mientras que para los Karaítas y (antiguamente) a las sectas esenias la cuenta comienza luego del Shabat que acaece durante la festividad de Pesaj. Para ambos, termina el día antes de Shavuot, festividad que acaece en el día 50.
Los días de la Cuenta del Omer son especiales, casi festivos pues son días en los que el pueblo judío se prepara espiritualmente para recibir la Torá. 
Se dice que durante los primeros 33 días de la Sefirá perecieron miles de discípulos del Rabí Akiva en una plaga en el siglo II de la Era Común. Desde entonces, durante 33 días de la Cuenta del Ómer se observa un duelo parcial. No se realizan bodas, ni se corta el cabello y están prohibidas las fiestas y las cenas con música. Estas restricciones se levantan en los días festivos especiales de Lag Ba'omer y Yom Yerushalayim y también Yom Ha'atzmaut.

## Origen
La Cuenta del Omer está indicada en Levítico 23:15-16
15 Y os habéis de contar desde el siguiente día del sábado, desde el día en que ofrecisteis el omer de la ofrenda mecida; siete semanas cumplidas serán:
16 Hasta el siguiente día del sábado séptimo contaréis cincuenta días; entonces ofreceréis nuevo presente a Jehová.
El omer es una medida bíblica de volumen, utilizada para medir cantidades de granos. Durante el segundo día de Pesaj, un omer de cebada se ofrecía en el Templo indicando el permiso para consumir del jadash (granos de la nueva cosecha). En el día 50, correspondiente a la festividad de Shavuot, dos panes hechos de harina se ofrecían en el Templo para indicar el inicio de la cosecha de trigo.
Sin embargo, la obligación de contar el Omer luego de la destrucción del Templo de Jerusalén es un tema en controversia. Mientras que Rambam (Maimónides) sugiere que la obligación es bíblica (y por lo tanto rige aún después de la destrucción del templo), la mayoría de los otros comentarios indican que es rabínica, y por lo tanto no sería obligatoria.
Según la tradición, indicada en la sección de Parashat Emor del Midrash Rabah, cuando los Hijos de Israel abandonaron Egipto Moisés les prometió que 49 días después del éxodo recibirían la Torá. El pueblo estaba tan emocionado ante la idea de la liberación espiritual que seguiría a la emancipación física de la esclavitud de Egipto, que contó los días hasta la entrega de la Torá en el monte Sinaí, durante la festividad de Shavuot en el día 6 del mes hebreo de Siván.

## Leyes de la Cuenta del Omer
Se cuenta el Omer día por día. A partir del séptimo día, se cuentan los días y las semanas.
Hay que contar el Omer estando de pie. Aunque también se cumple con la obligación si se cuenta sentado.
La obligación de contar el Omer cada noche empieza a partir de la aparición de las estrellas. Sí por error se contó el Omer durante el crepúsculo, antes de la aparición de las estrellas, se cumple con la obligación, pero se recomienda en este caso volver a contar a la caída de la noche sin repetir la Brajá (Bendición).
Por esto, y a fin de evitar "contar" antes de la hora definida, se acostumbra a no preguntar "¿qué día de la cuenta es hoy?" sino "¿qué día contamos ayer?"
Se cuenta el Omer hacia el final de Arvit (oración nocturna), al fin de la Amidá. Si ya es de noche, se cuenta el Omer aún antes de la oración de Arvit.
El que dirige empieza recitando la bendición seguida de la cuenta del Omer. Luego cada uno de los fieles repite la bendición y cuenta el mismo, pues el deber de contar es personal.
La bendición de la cuenta del Omer es la siguiente:
בָּרוּךְ אַתָּה יְהֹוָה אֱלֹהֵינוּ מֶלֶךְ הָעוֹלָם. אֲשֶׁר קִדְּשָׁנוּ בְּמִצְוֹתָיו וְצִוָּנוּ עַל סְפִירַת הָעוֹמֶר:
"Baruj Ata Adon-ay, Elo-henu Melej Haolam, Asher Kideshanu Bemitzvotav Vetzivanu Al Sefirat HaOmer".
Bendito eres Tu, Señor nuestro D-s, Rey del mundo, que nos has santificado con Tus preceptos y nos ordenaste lo que refiere al cómputo del Omer.
Después se dice el número del día, y el número equivalente de semanas y días que representa, por ejemplo:
- Hoy son tres días del Omer.
- Hoy, son quince días, que son dos semanas y un día del Omer.
Existen diferentes tradiciones para la enumeración de los días. Por ejemplo, para el día 33:
Rito Ashkenaz: .
היום שלושה ושלושים יום, שהם ארבעה שבועות וחמישה ימים בעומר
Hoy son treinta y tres días, que son cuatro semanas y cinco días en el Omer
Rito Sfarad:
היום שלושה ושלושים יום, שהם ארבעה שבועות וחמישה ימים לעומר
Hoy son treinta y tres días, que son cuatro semanas y cinco días del Omer
Rito de los Sfaradim:
היום שלושה ושלושים יום לעומר, שהם ארבעה שבועות וחמישה ימים
Hoy son treinta y tres días del Omer, que son cuatro semanas y cinco días 
Rito Italia:
היום לעומר שלושה ושלושים יום, שהם ארבעה שבועות וחמישה ימים
Hoy son para el Omer treinta y tres días, que son cuatro semanas y cinco días 
No se debe cenar antes de cumplir con la obligación del Omer, pero si empezó a comer antes de la hora del Omer, no es necesario interrumpir y se puede contar después de la cena.
El que no sabe contar en hebreo cuenta el Omer en cualquier otra lengua que conoce.
Antes de decir la Brajá, hay que saber que día se va a contar.
Si el que cuenta pierde la cuenta de los días que lleva, aunque repare después en ello, ya no podrá decir la Bendición en los días sucesivos.
Las mujeres están exentas de contar el Omer. 
Las mujeres no realizan trabajo alguno durante las noches de Omer, a partir de la caída de la noche.

## Simbolismo profundo
"He aquí, El que protege a Israel no duerme ni se queda dormido" La idea de contar a los judíos representa contar las legiones del rey. Al contar a los judíos, Dios demostró cuán preciosos eran para él. Cada judío tiene su propio lugar especial, y cada uno hace una diferencia. En nuestro "exilio actual", el número de judíos es limitado y, por lo tanto, puede contarse. Pero en el futuro, cuando las "impurezas" se eliminen del mundo, el número de judíos aumentará más allá del número. Porque en verdad, el alma judía trasciende el tiempo y el espacio, trasciende el número. Vemos la misma idea de un "conteo" en la forma en que Dios contó los Días de la Creación. Tan pronto como el mundo fue creado, Dios le dio a cada día un número: el Primer Día, el Segundo Día, el Tercer Día, y así sucesivamente. La santidad y la santidad trascienden el tiempo y el espacio y no pueden ser contados o contados. Pero en este mundo de impurezas, Dios estableció un sistema numérico para que se pueda tomar una cuenta. Por lo tanto, uno debe pararse para ser contado y representar su bien y su posición. Pero en el futuro, los judíos estarán más allá de los números
Rebe Najman de Breslav

El período del Omer se considera un período de crecimiento interno, destinado a que una persona desarrolle sus Middot o características positivas a través de la reflexión en una de ellas en cada uno de los 49 días.
En la Kabala cada una de las siete semanas del Omer está asociada a una de las siete Sefirot (Cábala) (esferas) inferiores: chesed, Geburáh, Tiferet, Netsaj, Hod, yesod y Maljut. Cada día de la semana a su vez está asociado a una de estas sfirot, creando 49 permutaciones. Así, el primer día del omer está asociado a "Jesed que está dentro de Jesed" (Compasión dentro de Compasión ), el segundo día a "Gvurá dentro de Jésed" (Valentía dentro de Compasión), y así sucesivamente. Simbólicamente, cada una de estas 49 permutaciones representan un aspecto del carácter de la persona que puede mejorarse y desarrollarse. 
Los 49 días del Omer son también un tiempo destinado a la enseñanza de la Mishná en Pirkei Avot 6:6, donde se enumeran los "48 caminos" en los que la Torá es adquirida.

## La Cuenta del Omer como período de semiduelo
El período del Omer es de semiduelo, durante el cual la Halajá prohíbe cortarse el pelo, afeitarse, escuchar música instrumental, celebrar casamientos, fiestas o cenas en las que se baile. Tradicionalmente, la razón citada para esta costumbre es la rememoranza de una plaga que mató a 24 000 alumnos de Rabi Akiva. Según el Talmud, 12 000 jevrutot (parejas de estudiantes) murieron por obra divina durante la cuenta del Omer por no respetarse mutuamente.
Lag Ba'Omer, el día 33 de la Cuenta del Omer, es considerado el día en que la plaga llegó a su fin. Según otra tradición, es el día en que la revuelta de Bar Kojba tuvo una victoria. Por esto, durante este día, las reglas de duelo se suspenden.
Sin embargo, algunos sefaradim continúan el período de duelo hasta el día 34 del Omer, que consideran el día de regocijo y celebración.
Los judíos españoles y portugueses no celebran esas costumbres. Algunos judíos religiosos se afeitan solo los viernes durante el período del Omer, a fin de estar arreglados en honor del Shabat.
Algunas familias escuchan música durante la semana de Pésaj y luego respetan el duelo hasta Lag Ba'Omer. 
Algunas familias sefaradíes comienzan el período de duelo el primer día del mes hebreo de Iar y continúan durante 33 días hasta el 3 de Siván. 
La costumbre jerosolimitana (Minhag Ierushalmi) es respetar el duelo durante todo el período de la Cuenta del Omer, excepto el día de Lag Ba'Omer y los últimos tres días de la cuenta (shloshet iemei hagbalá).
La intensidad del duelo está basada en costumbres familiares, por lo que se respetan diferentes grados de duelo en diferentes comunidades y familias.
El Rabi Iejiel Michel Epstein, autor del Aruj Hashulján, sostiene que el período de duelo se respeta también en recuerdo de los judíos asesinados durante las Cruzadas, pogroms y líbelos de sangre ocurridos en Europa mil años después del período de Rabi Akiva.
Si bien el período del Omer es de duelo, durante el día de Lag Ba'Omer se permiten actividades prohibidas durante el duelo, como casamientos y afeitarse. Para muchos sionistas religiosos, Iom Haatzmaut (el Día de la Independencia de Israel) también se considera un día de extrema felicidad y por lo tanto en el que se suspenden las reglas relacionadas al duelo.
El calendario judío es principalmente un calendario agrícola, y el período del Omer cae entre Pésaj y Shavuot. En Pésaj se cambia la oración de pedido por la lluvia por la de pedido del rocío y con esto comienza la temporada de crecimiento de los frutos. Shavuot es el día de ofrenda de los primeros frutos. El resultado de la temporada de cosecha y fructificación todavía es vulnerable durante este período. Durante estas siete semanas la reflexión diaria y personal sobre las midot (características) personales y el crecimiento personal resultante de esta reflexión son una forma de orar y así relacionar el trabajo interno con el resultado de la cosecha.

## Lag Ba'omer
Además de ser el día en que cesó la plaga que afectó a los estudiantes de Rabi Akiva, Lag Ba'Omer marca el aniversario de la muerte de Rabi Shimon Bar Iojai. 
Luego de la muerte de sus 24 000 alumnos, Rabi Akiva enseñó a 5 alumnos, entre ellos Rabi Shimon, quien se convirtió en uno de los más grandes maestros de la Torá en su generación. De acuerdo con la tradición, el día de su muerte reveló los más profundos secretos de la Torá en la obra cabalística conocida como el Zohar.
De acuerdo con el Zohar, la casa de Rabi Shimon estuvo llena de fuego y luz durante todo aquel día en que enseñó a sus estudiantes. Al final del día, el fuego se apagó y Rabi Shimon falleció. En años sucesivos, sus estudiantes intentaron recrear esa experiencia de luz y revelación mística encendiendo fogatas y estudiando el Zohar a la luz de las llamas.
Si bien generalmente el aniversario de muerte de un tzadik es un día de duelo, el aniversario de la muerte de Rabi Shimon en Lag Ba'Omer es de carácter festivo. Se encienden fogatas y la gente canta y baila a la luz de sus llamas. Es común la celebración de casamientos, fiestas, conciertos, picnics y cortarse el pelo ese día.